# Scaphimyia nigrobasicasta
Scaphimyia nigrobasicasta är en tvåvingeart som beskrevs av Chao och Shi 1982. Scaphimyia nigrobasicasta ingår i släktet Scaphimyia och familjen parasitflugor. Inga underarter finns listade i Catalogue of Life.